# رسوایی پایتخت
رسوایی پایتخت (انگلیسی: Capital Scandal; کره‌ای: 경성 스캔들) یک مجموعه تلویزیونی کره جنوبی سال ۲۰۰۷ با بازی کانگ جی هوان، هان جی مین، ریو جین و هان گو اون است. این مجموعه از ۶ ژوئن تا ۲ اوت ۲۰۰۷، روزهای چهارشنبه و پنجشنبه ساعت ۲۱:۵۵ (کی‌اس‌تی) از کی‌بی‌اس۲ برای ۱۶ قسمت پخش شد. این مجموعه برپایه رمان لی سون می، داستان عشق در پایتخت (경성애사) است و داستان پایتخت سئول در دهه ۱۹۳۰ میلادی در دوران استعمار ژاپن بر کره که در آن زمان نامش گیونگ‌سونگ بود و داستان جنبش قهرمانانه ضد ژاپنی و عشق زوج جوان را به تصویر می‌کشد.